# Offene Gesellschaft
Die offene Gesellschaft ist ein in der Tradition des Liberalismus stehendes Gesellschaftsmodell Karl Poppers, das zum Ziel hat, „die kritischen Fähigkeiten des Menschen“ freizusetzen. Die Gewalt des Staates soll dabei so weit wie möglich geteilt werden, um Machtmissbrauch zu verhindern. Poppers Vorstellung von der offenen Gesellschaft ist eng mit der Staatsform der Demokratie verbunden, allerdings nicht verstanden als Herrschaft der Mehrheit, sondern als die Möglichkeit, die Regierung gewaltfrei abzuwählen. Der offenen Gesellschaft steht einerseits die Laissez-Faire-Gesellschaft gegenüber, andererseits die totalitäre, am holistisch-kollektivistischen Denken ausgerichtete „geschlossene Gesellschaft“, die Popper auch ironisch den „Himmel auf Erden“ nennt, weil sie als solcher propagiert wird.

## Überblick
Der Begriff „offene Gesellschaft“ findet bereits im Buch Les Deux Sources de la morale et de la religion (1932) des französischen Philosophen Henri Bergson Verwendung. Größere Bekanntheit im deutschen Sprachraum erlangte er durch das Werk Die offene Gesellschaft und ihre Feinde (1945) von Karl Popper. Darin wendet sich Popper gegen totalitaristische Staatsformen des Faschismus, Nationalsozialismus und Kommunismus. Deren Ursprung führt er auf die Philosophien von Platon, Hegel und Marx sowie auf deren Anhänger zurück. Insbesondere Lehren von einer Gesetzmäßigkeit der Geschichte (Historizismus) stehen im Zentrum von Poppers Kritik. Er besteht darauf, dass jedes historische Subjekt zu jedem Zeitpunkt mit seinen Entscheidungen und Handlungen den weiteren Lauf der Dinge beeinflussen könne, während historizistische Darstellungen suggerieren, dass es ein anzustrebendes Ideal oder eine ideale Form gebe, auf die die geschichtliche Entwicklung unvermeidlich zustrebe.
In offenen Gesellschaften ist im Gegensatz zu ideologisch festgelegten, geschlossenen Gesellschaften, die einen für alle verbindlichen Heilsplan verfolgen, ein intellektueller Meinungsaustausch gestattet, der auch kulturelle Veränderungen ermöglicht. Daher sind Meinungs-, Vereinigungs- und Versammlungsfreiheit sowie eine strikte religiöse Neutralität von grundlegender Bedeutung für offene Gesellschaften.
Institutionen sind zwar unumgänglich, müssen sich in offenen Gesellschaften aber einer ständigen Kritik stellen und immer veränderbar bleiben. Der Nationalstaat ist in einer offenen Gesellschaft lediglich ein momentanes Übel, das langfristig überwunden werden kann. Er soll eine auf Arbeit beruhende ausreichende Grundversorgung sichern, vor allem aber eine egalitäre Gesellschaftsstruktur ohne die Herrschaft von Eliten ermöglichen. Popper schlägt als Maxime statt der Maximierung des Glücks die bescheidenere Minimierung des Leidens vor.
Die beste Staatsform ist nach Popper die Demokratie, die Popper neu definiert als eine Herrschaftsform, in der es möglich ist, die Herrschenden ohne Blutvergießen auszutauschen. Dies – und nicht etwa die Durchsetzung des Mehrheitswillens – sei der größte Vorzug der Demokratie.

## Kritik
Kritik am Begriff übte unter anderem Ralf Dahrendorf, demzufolge der Poppersche Liberalismus die Notwendigkeit und Bedeutung von sozialen Bindungen (Ligaturen) und Traditionen unterschätze. William W. Bartley warf Popper umgekehrt Fideismus vor und kritisierte, er betone die Notwendigkeit von Traditionen zu sehr. Der deutsche Publizist und Historiker Joachim Fest vertrat die Ansicht, dass die offene Gesellschaft gemäß ihrer liberalen Grundauffassung nicht in der Lage sei, einen seiner Meinung nach notwendigen Minimalkonsens in Bezug auf Grundwerte herzustellen bzw. zu erhalten (vgl. Böckenförde-Diktum). Stattdessen würde sie wie keine andere Gesellschaftsform auch ihren Gegnern Raum bieten, an der Zerstörung der offenen Gesellschaft zu arbeiten. Gegenüber utopischen Ideologien sei die offene Gesellschaft zudem aufgrund ihrer vermeintlichen „Inhaltsleere“ argumentativ im Nachteil.

## Sonstiges
Der amerikanisch-ungarische Financier George Soros, der ein großer Verehrer Poppers ist, gründete 1993 eine Stiftung mit dem Namen Open Society Foundations, um nach der Auflösung der Sowjetunion die Idee der offenen Gesellschaft zu propagieren.